# Necyria duellona
Necyria duellona är en fjärilsart som beskrevs av John Obadiah Westwood 1851. Necyria duellona ingår i släktet Necyria och familjen Riodinidae. Inga underarter finns listade i Catalogue of Life.

## Bildgalleri

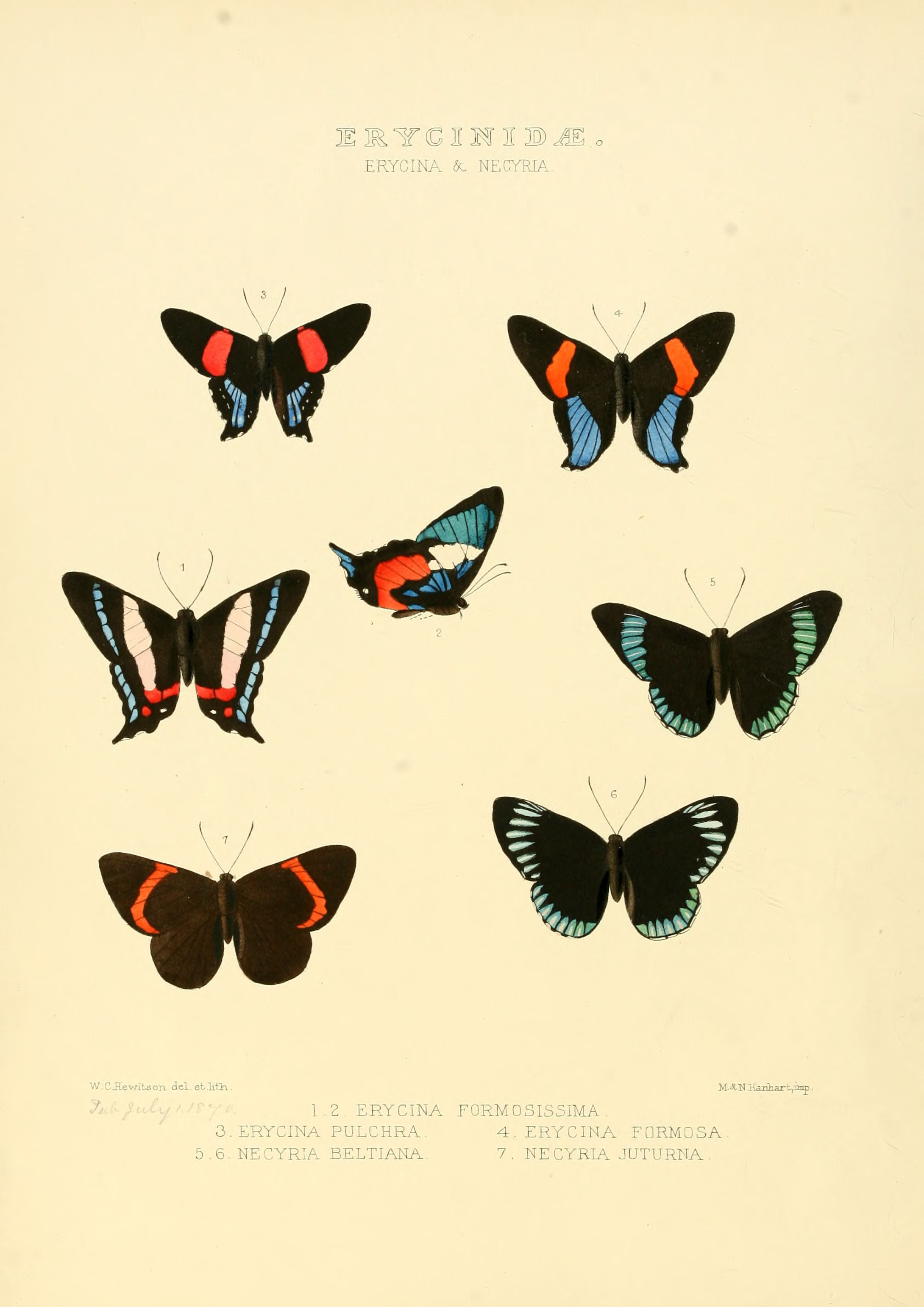
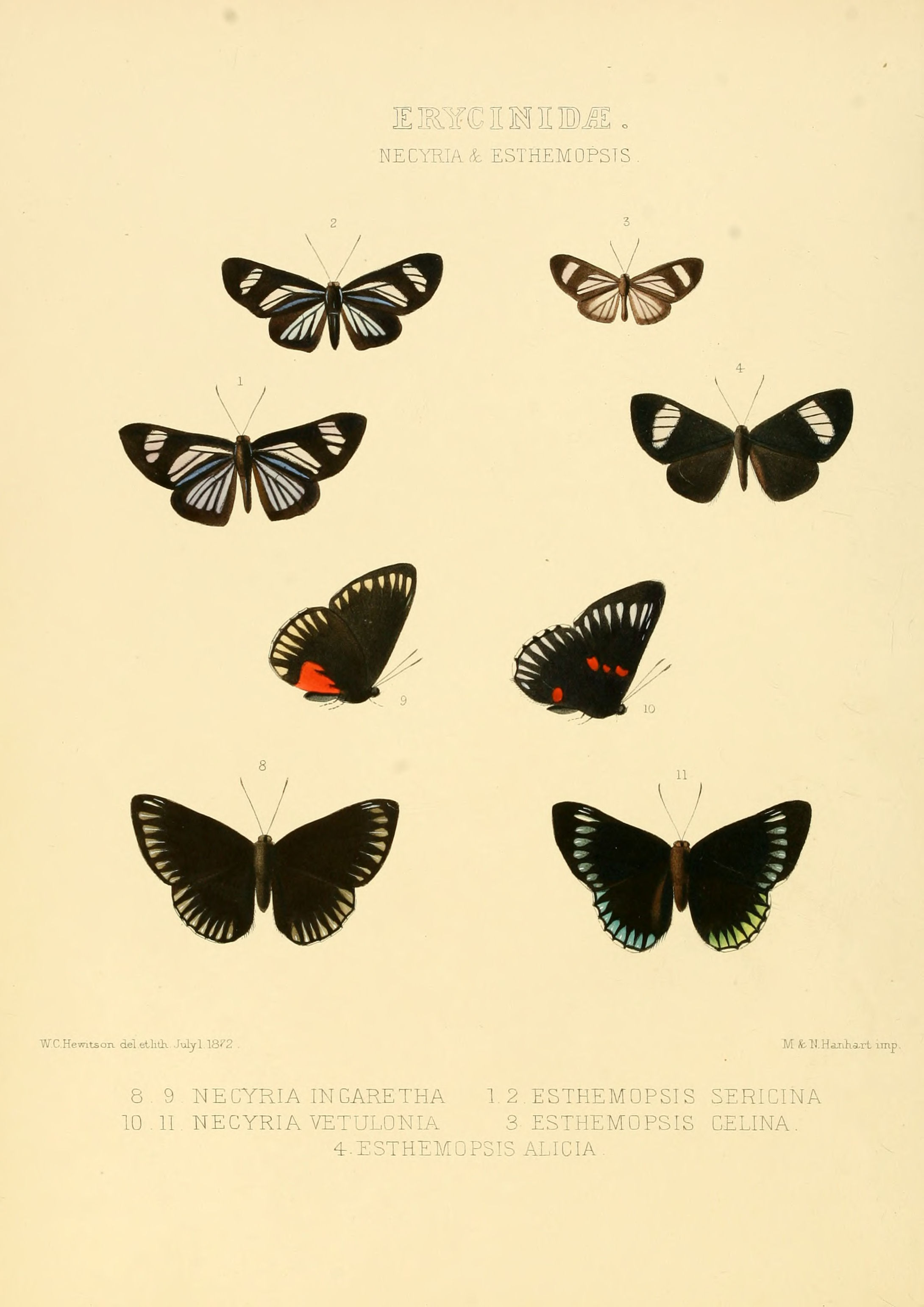
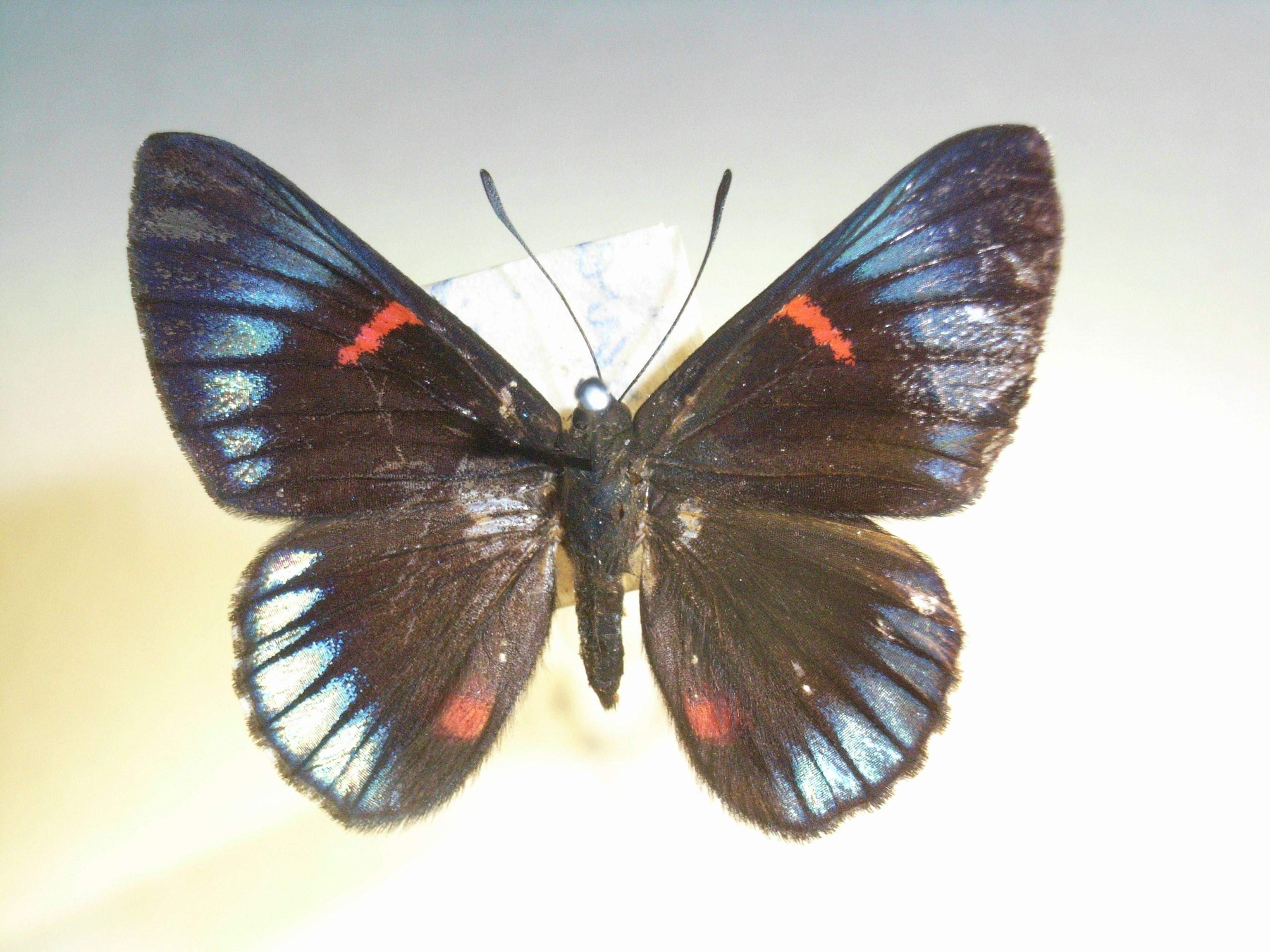
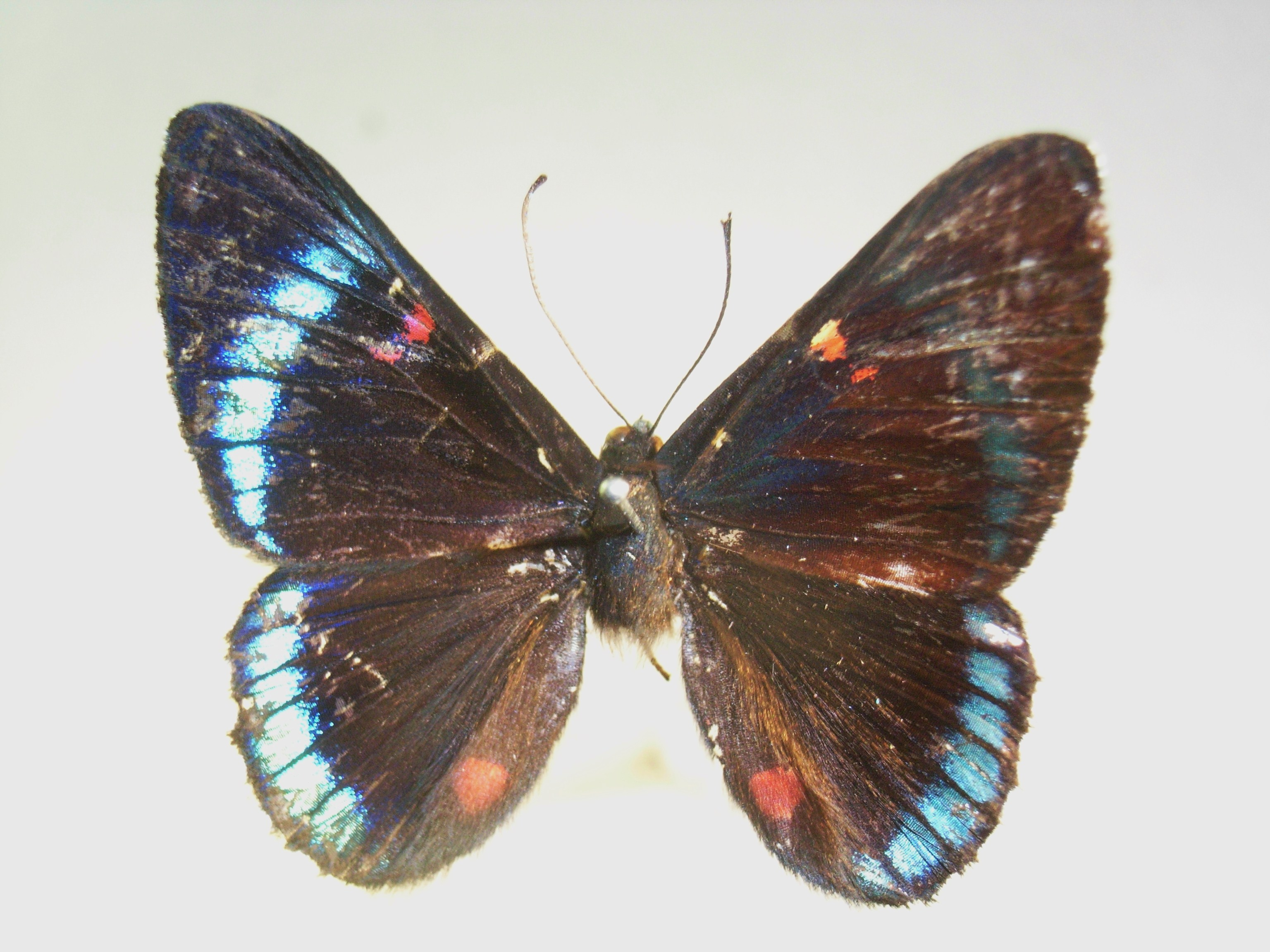
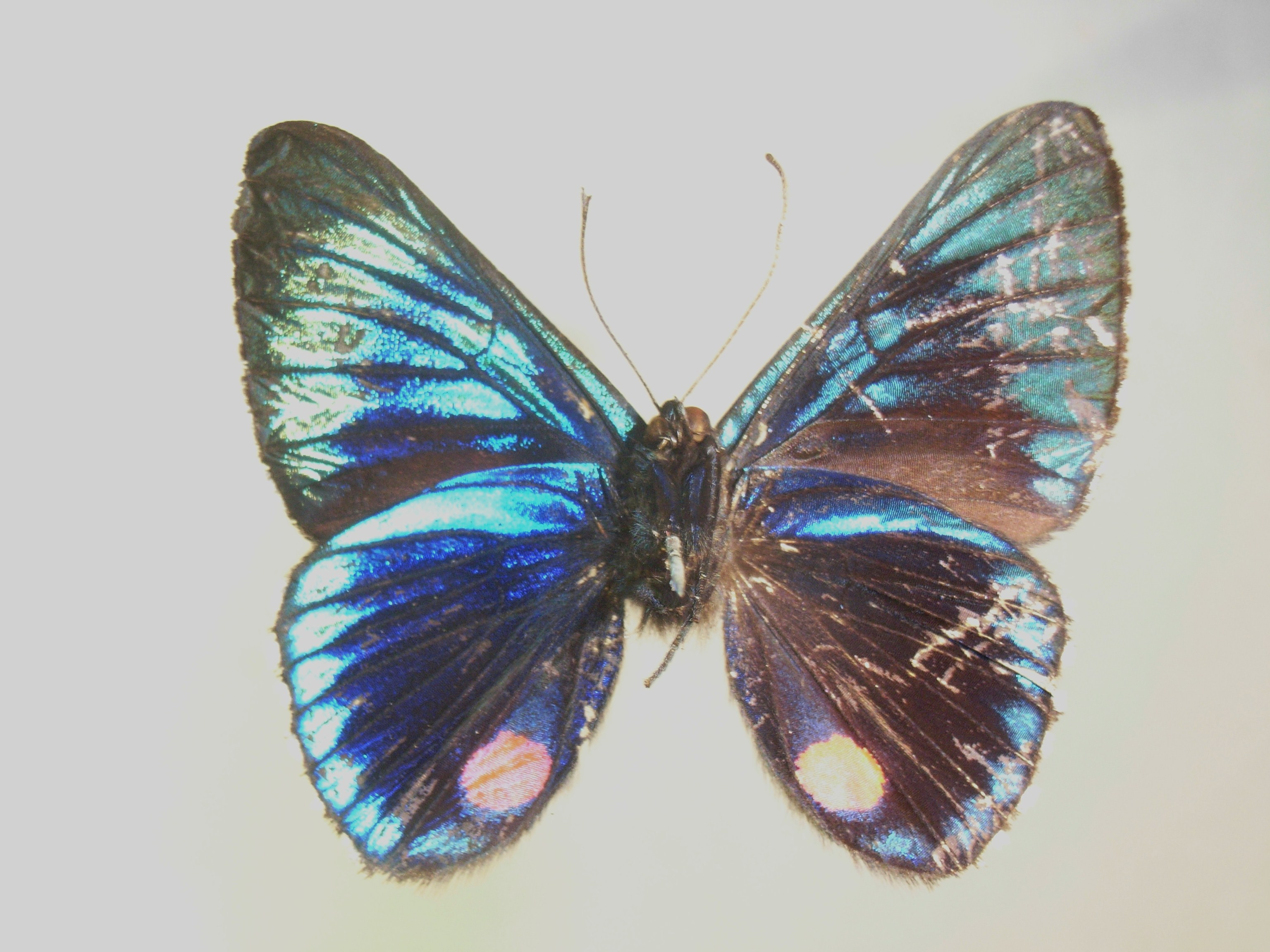
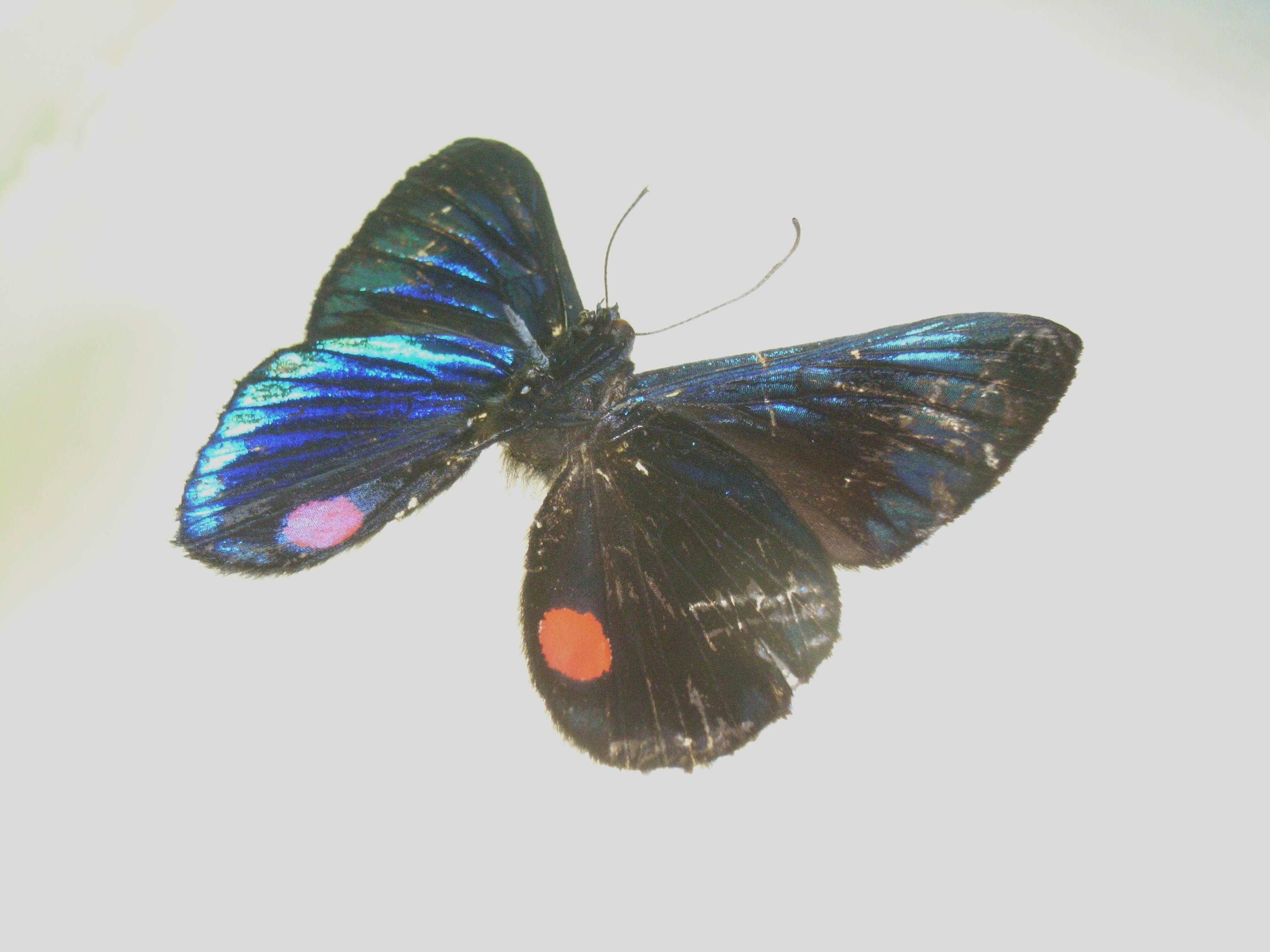